# Ewald Murrer
Ewald Murrer (* 24. července 1964 Praha) je pseudonym českého básníka Michala Wernische, syna básníka a překladatele Ivana Wernische a výtvarnice Heleny Wernischové.

## Život
Ewald Murrer byl v první polovině devadesátých let šéfredaktorem literárního časopisu Iniciály, poté působil v rozhlasové stanici Echo. V roce 1995 pracoval v agentuře Polymnia, později v letech 1996 až 1997 jako kreativní ředitel v reklamní agentuře Inverze. Koncem 90. let byl vedoucím redaktorem magazínu Pátek Lidových novin a později Magazínu Dnes. Později byl také šéfredaktorem časopisů Quo či Můj dům.
Ewald Murrer (Michal Wernisch) má dvě dcery – Nelly (* 1987), Rosalii (* 1994) a dva syny – Kryštofa (* 2006) a Matěje (* 2008). Žije s družkou Ereou Křížovou.
Bratrem Ewalda Murrera je evangelický teolog Martin Wernisch.

## Dílo
Jeho texty byly publikovány také v řadě antologií, například Básně (In Margine, 1989), Child of Europe (Penguin Books, 1990), Daylight in Nightclub Inferno (Catbird Press, 1997), Ryby katedrál (Petrov, 2002), U nás ve sklepě (Revolver Revue, 2013), Dryák ředěný Vltavou (Městská knihovna Praha, 2016), Máme kostru ve skříni (Albatros, 2019). Časopisecky vychází Murrerova poezie po celém světě.
Pražské anglofonní nakladatelství Twisted Spoon Press vydalo v roce 1995 překlad Zápisníku pana Pinkeho a roku 1997 Snů na konci noci.
Roku 2000 vydal pod občanským jménem román Modrá knížka aneb Jeblo mu (Eminent, Praha).
V osmdesátých letech jako textař spolupracoval se skupinou Veselí Filištínové a v první polovině devadesátých let dvacátého století s pražskou gothic rockovou skupinou Jean Marais Salvation, později také s fresh–dekadentním projektem Protocols of Paranoia DJ Victoria Gloria (texty, videoprojekce).
Ewald Murrer se věnuje také výtvarnému umění (převážně tvorbě koláží) a knižním ilustracím (např. k dílům Eugena Brikciuse či Milana Ohniska, převážně však k vlastním).

## Ocenění
V roce 2020 získal cenu Magnesia Litera v kategorii poezie za knihu Noční četba. Časopis A2 zařadil jeho knihu Zápisník pana Pinkeho do českého literárního kánonu po roce 1989, tedy do výběru nejdůležitějších českých knih v období třiceti let od sametové revoluce. V roce 2022 byla jeho kniha poesie pro děti Zprávy tajnou řečí nominována na cenu Zlatá stuha.